# Johannes Aal
Pour les articles homonymes, voir Aal.
Johannes Aal, né vers 1500 à Bremgarten et mort le 28 mai 1551 à Soleure, est un ecclésiastique et dramaturge suisse.

## Biographie
Tout d'abord curé de sa ville natale, il devient prêtre à Baden à la suite de la Réforme protestante. Il étudie ensuite à Fribourg-en-Brisgau, puis est nommé chanoine de la cathédrale Saint-Ours de Soleure jusqu'en 1551.
Son œuvre musicale se compose d'un chant sur saint Maurice et d'une Tragoedia Johannis Baptistae, créée en 1549.

## Source
- Article Johannes Aal dans le Dictionnaire historique de la Suisse en ligne.
- (de) « Aal, Johannes », dans Der Neue Herder, vol. 1, Freiburg, Herder, 1965, p. 10.
- (de) Wilhelm Scherer, « Aal, Johannes », dans Allgemeine Deutsche Biographie (ADB), vol. 1, Leipzig, Duncker & Humblot, 1875, p. 1-2
- (de) Deutsche Biographische Enzyklopädie, vol. 1, 2005 (lire en ligne), p. 1